# Dixie Egerickx
Dixie Violet Egerickx (Kensington y Chelsea, Londres, Inglaterra, 31 de octubre de 2005) es una actriz británica. Es conocida por haber aparecido en varias películas como The Little Stranger (2018), Summerland y The Secret Garden (ambas de 2020).

## Biografía
Dixie Violet Egerickx nació en Kensington y Chelsea, Londres, Inglaterra. Asistió a la Escuela Knightsbridge, a la Escuela Preparatoria Bute House y a la Escuela Superior Latymer. La directora de casting Kate Bone de Nina Gold Casting la descubrió a la edad de ocho años.

## Carrera
En 2015, Egerickx apareció en el escenario de Londres como Ifigenia en la adaptación de Orestíada de Robert Icke. Tuvo otros papeles en teatro como Rosalind en Sunset at the Villa Thalia de Alexi Kay Campbell en el National Theatre, y como Jenny Caroline Marx en Young Marx de Richard Bean y Clive Coleman en The Bridge Theatre, dirigida por Sir Nicholas Hytner. Hizo su debut televisivo en la película para televisión Churchill's Secret.
Egerickx apareció en la serie Genius de National Geographic de 2017, y en la serie Patrick Melrose de 2018. Además, en ese mismo año, hizo su debut cinematográfico en The Little Stranger. Egerickx apareció en la lista Screen International's Screen Stars of Tomorrow en 2019, a la edad de 13 años.
Egerickx interpretó a Edie en la película dramática Summerland de 2020, e interpretó a Mary Lennox en la película The Secret Garden de 2020. En 2019, participó en la filmación del piloto de la precuela de Game of Thrones de HBO (aunque finalmente no fue emitido), y en 2022 interpretó el papel de Jo Ransome en la miniserie de Apple TV+ The Essex Serpent, dirigida por Clio Barnard. En 2023, Egerickx completó el rodaje del papel de Anna en la película Rich Flu, dirigida por Galder Gaztelu-Urrutia, la cual terminó estrenándose en 2024.

## Filmografía

### Películas
| Año  | Título              | Papel              | Notas        |
| ---- | ------------------- | ------------------ | ------------ |
| 2017 | The Wyrd            | Beda               | Cortometraje |
| 2017 | Mirette             | Mirette            | Cortometraje |
| 2018 | The Little Stranger | Gillian Baker-Hyde |              |
| 2020 | The Secret Garden   | Mary Lennox        |              |
| 2020 | Summerland          | Edie               |              |
| 2024 | Rich Flu            |                    |              |

### Televisión
| Año  | Título                   | Papel           | Notas                               |
| ---- | ------------------------ | --------------- | ----------------------------------- |
| 2016 | Churchill's Secret       | Joven Sarah     | Película de televisión              |
| 2017 | A Royal Winter           | Katia           | Película de televisión              |
| 2017 | Genius                   | Alicia Edwards  | Episodio: "Einstein: Capítulo diez" |
| 2017 | The Watcher in the Woods | Ellie Carstairs | Película de televisión              |
| 2018 | Patrick Melrose          | Lucy            | 1 episodio                          |
| 2022 | The Essex Serpent        | Jo Ransome      |                                     |

### Teatro
| Fecha | Título     | Papel                         | Notas              |
| ----- | ---------- | ----------------------------- | ------------------ |
| 2015  | Orestíada  | Ifigenia                      |                    |
| 2017  | Young Marx | Jenny Caroline 'Qui Qui' Marx | The Bridge Theatre |